# 釋智猛
釋智猛，雍州京兆新豐人。於姚秦弘始六年（公元403年）西行求法，到南朝劉宋元嘉十四年（公元437年）與曇纂同返中原，停留西域三十七年。可以視作中國停留西域最長的僧人之一。

## 西域求法
智猛年少出家，修業至誠，諷誦之聲，常常以夜續日。聽聞外國道人說起印度佛陀、大乘經典，便常有追求的念頭。
姚秦弘始六年，智猛聚集了志同道合的沙門十五人，從長安出發，一路沿著涼州、流沙、善鄯、龜茲、于闐、蔥嶺跋涉而行。其中九人不堪其苦，打了退堂鼓。智猛與其餘同伴繼續前行，同伴竺道嵩又死去。最後與其餘四人到了罽賓國。該國有五百羅漢，其中有大德羅漢看到智猛非常歡喜。於奇沙國瞻仰佛文石唾壺，又見佛鉢，智猛以香華供養，頂戴發願，認為鉢若有所感應，將能輕能重，願發不久，佛缽愈來愈沉重，竟至體力不堪負荷，放下於案桌時，又不覺得沉重。從此神跡，可以觀察智猛的道心虔誠，所得感應不可思議。又到迦維羅衛國，瞻仰佛髮、佛牙及肉髻骨。後至華氏國阿育王舊都。其間遇到婆羅門羅閱，看見智猛到來，詢問秦地有大乘學嗎？猛答:悉大乘學。智猛在羅閱家中取得得大《泥洹》梵本一部。又得《僧祇律》一部及餘經梵本。返回中原，只剩智猛與曇纂俱還。

## 譯經貢獻
- 《泥洹經》[3]
- 《摩訶僧祇律》
- 《外國傳》(佚)